# Matt Dennis
Matt Dennis (* 11. Februar 1914 in Seattle als Matthew Loveland Dennis; † 21. Juni 2002 in Riverside, Kalifornien) war ein US-amerikanischer Jazz-Pianist, Sänger, Arrangeur und Songwriter, der in den 1940er und 1950er Jahren bekannt durch Songs wie „Angel Eyes“ oder „Everything Happens to Me“ wurde.

## Leben und Wirken
Matt Dennis’ Mutter war Violinistin und sein Vater Sänger; durch Auftritte im Vaudeville kam Dennis schon früh mit der Musikszene in Berührung. 1933 war in Horace Heidts Orchester Vokalist und Pianist; danach gründete er mit dem Sänger Dick Haymes eine eigene Formation. Schließlich wurde er Arrangeur und Begleitmusiker für Martha Tilton und arbeitete mit der Vokalgruppe Stafford Sisters. Als eine der Schwestern, Jo Stafford, 1940 in Tommy Dorseys Band wechselte, konnte sie den Bandleader überzeugen, Dennis als Arrangeur und Komponisten einzustellen. Allein in einem Jahr wurden vierzehn von Dennis’ Songs mit der Dorsey-Band eingespielt; bekanntester Titel war „Everything Happens to Me“, der ein früher Hit für Frank Sinatra wurde. In dieser Zeit entstand auch eine erste Aufnahme unter eigenem Namen; mit Gil Evans als Arrangeur nahm er seine Komposition „Relax“ mit der Vokalgruppe Six Hits and a Miss auf.
Nach dreieinhalb Jahren Militärdienst bei der United States Air Force im Zweiten Weltkrieg, als er Arrangeur für Glenn Miller war, arbeitete Dennis erneut als Songwriter und Arrangeur für Dick Haymes, der ihn zum musikalischen Direktor seines Radioprogramms machte; mit dem Liedtexter Tom Adair schrieb er Songs für Haymes’ Programm. Ende der 1940er Jahre ließ er sich in Los Angeles nieder, wo er als Solist in Clubs gastierte, später auch im Duo mit seiner Ehefrau, der Sängerin Virginia „Ginny“ Maxey.
Dennis nahm insgesamt sechs Alben unter eigenem Namen auf, an denen Musiker wie Jimmy Rowles, Don Fagerquist, Howard Roberts oder Alvin Stoller mitwirkten. Am bekanntesten wurden seine Songs „Angel Eyes“ von 1953, den er mit dem Texter Earl Brent schrieb und später u. a. von Sinatra, Ella Fitzgerald und Sting gesungen wurde, sowie der von Miles Davis/Sonny Rollins interpretierte Titel „Will You Still Be Mine“; John Coltrane spielte 1957 seine Komposition „Violets for Your Furs“. Auf seinem 1958 entstandenen RCA-Album Plays and Sings Matt Dennis spielt und singt er zwölf seiner bekanntesten Titel. 1991 nahm er mit Ginny Maxey das Album Angel Eyes auf.
Für den Autor Will Friedwald gehört Dennis in die Reihe der von Mel Tormé beeinflussten Sänger.

## Songs von Matt Dennis
- Angel Eyes
- Everything Happens to Me
- Let’s Get Away from It All
- Little Man With A Candy Cigar
- The Night We Called It a Day
- Ole Buttermilk Sky
- Violets For Your Furs
- Will You Still Be Mine?
- Compared To You
- Junior and Julie
- It Wasn’t the Stars

## Diskographische Hinweise
- Dennis, Anyone? (RCA, BMG, 1955)
- She Dances Overhead: The Songs of Rodgers and Hart(RCA/BMG, 1955)
- Play My Melancholy Baby (RCA/BMG, 1956) mit Don Fagerquist
- Plays and Sings Matt Dennis (RCA/Universal, 1958)
- Welcome Matt Dennis (Jubilee Records, 1959)